# Omaer Coolman
Omaer Coolman (Brugge, ca. 1510/1520 - kort voor 1580) was een Brugse advocaat, klerk van de vierschaar en internationaal handelaar, met protestantse sympathieën. Hij was de oom van Eleonora Carbonier, de vrouw van de Gentse dichter en kunstenaar Lucas de Heere (1534-1584).   

## Familie
Omaer (of Gommarus) Coolman was de zoon van de klerk van de vierschaar Cornelis Coolman en van Jozyne Rycquaerts. Beide ouders overleden in 1536 en lieten, naast Omaer, nog vier minderjarige kinderen na: Pieter, Adriaan, Magdalena en Tanneke. De oudere broer Pieter trok in 1549 uit Brugge weg en trad als rentmeester in dienst van de heren van Beveren en Vere, behorende tot de familie van de hertogen van Bourgondië. Als Pieter Carbonier (Franse vertaling van 'Coolman') woonde hij aanvankelijk in Beveren, vanaf ten laatste in 1556 in Vere (Zeeland), waar hij burgemeester werd. 
Omaer Coolman huwde met de weduwe Machteld vander Venne, vervolgens met Franchoyse de L'Ecluse. Franchoyse was een dochter uit het tweede huwelijk van Otto de l'Ecluse, een koopman afkomstig uit Tourcoing, die ruim woonde en over werkplaatsen beschikte in de wijk tussen Verversdijk en Schottenplaats (nu: Sint-Maartensplein). Door dit huwelijk werd hij de zwager van Jacob de Chantraines (genoemd de Broucqsaulx) (x Adriana de L'Ecluse), Jan vanden Heede (x Katelijne de L'Ecluse) en Jacob Lucas (x Isabeau de L'Ecluse), allen actief in de Brugse handelswereld en behorend tot de magistraatsgroep in Brugge. In 1566 behoorden Coolman, Broucqsaulx en Vanden Heede tot diegenen die hun protestantse sympathieën kenbaar maakten.

## Professionele loopbaan
Als jurist en advocaat vervulde hij verschillende functies in dienst van de stad Brugge. Vanaf 1541 en minstens tot 1545 hield hij kantoor als klerk van de vierschaar (notaris), in 1546-47 zetelde hij als raadsheer in het stadsbestuur, en in de jaren 1560 maakte hij deel uit van het college van taalmannen, procureurs die optraden in de stedelijke rechtspraak of Bruggelingen in het buitenland rechtsbijstand verleenden. In 1561 werkte hij in opdracht van het Brugse stadsbestuur mee aan de hervorming van de stedelijke armenzorg en het beteugelen van de bedelarij.
Coolman was ook handelaar. In 1550 trad hij toe tot de makelaarsgilde. Hij kwam hierbij vooral op voor de Engelse handelaars. Ook sommige van zijn zoons werden actieve handelaars en makelaars.

## Woonplaats
Omaer Coolman bewoonde het grote huis Onse Vrauwe van den Drooghen Boom aan de Braamberg (nu: Braambergstraat) dat met een poort uitkwam in de Waalsestraat. Het huis was luxueus aangekleed, met schilderijen in de salette en vijf andere kamers. Dit ruime huis werd in 1583, na de dood van Coolman en van zijn weduwe, als stedelijke "Berg van Charitate" in gebruik genomen. 

## Protestant
Reeds in de jaren 1560 werd Coolman in inquisitierapporten genoemd als diaken van de prille calvinistische gemeente in Brugge. Tijdens het Wonderjaar 1566 trad hij, samen met zijn vrouw, openlijk als protestant naar buiten, woonde hagenpreken bij en stond de calvinistische gemeente in Brugge bij in zijn onderhandelingen met het stadsbestuur. 
Vanaf begin jaren 1560 reisde Coolman regelmatig naar Engeland en verbleef er telkens twee of drie maanden. Toen in 1567 repressie dreigde tegen de protestanten, verdween hij voor langere tijd uit Brugge, waarschijnlijk opnieuw vertrokken naar Engeland. Zijn bezittingen werden in opdracht van de Raad van Beroerten onder sekwester geplaatst. In 1568 was hij weer in Brugge, en kon weldra vrij beschikken over zijn goederen. Hij bleef vervolgens onopvallend in Brugge wonen, waar hij in of kort voor 1580 (in de periode van protestants stadsbestuur) overleed.

## Lucas de Heere
De Gentse dichter Lucas de Heere droeg een refrein in zijn Den Hof en Boomgaerd der Poësien (Gent, Ghelein Manilius, 1565) op aan Omaer Coolman. De Heere was in 1560 gehuwd met Eleonora Carbonier, de dochter van Pieter Carbonier (Coolman) uit Vere, de oudere broer van Omaer. In 1565 was Pieter Carbonier reeds overleden.